# Cucharas, Ozuluama de Mascareñas
Cucharas är en ort i Mexiko.   Den ligger i kommunen Ozuluama de Mascareñas och delstaten Veracruz, i den sydöstra delen av landet, 290 km nordost om huvudstaden Mexico City. Cucharas ligger 6 meter över havet och antalet invånare är 1 611.
Terrängen runt Cucharas är platt. Havet är nära Cucharas åt nordost. Runt Cucharas är det ganska glesbefolkat, med 36 invånare per kvadratkilometer. Närmaste större samhälle är Los Altos, 15,4 km sydväst om Cucharas. Omgivningarna runt Cucharas är en mosaik av jordbruksmark och naturlig växtlighet.